# Грабец, Емельян Петрович
Емельян Петрович Грабец (укр. Омеля́н Грабе́ць; 1 августа 1911, Новое Село, Королевство Галиции и Лодомерии, Австро-Венгрия — 10 июня 1944, Литинский район, Винницкая область, Украинская ССР, СССР) — украинский националист, член ОУН в период Второй мировой войны, полковник УПА, командир военного округа УПА-Юг.

## Биография
Родился в Новом Селе в гмине Цешанув (теперь Подкарпатское воеводство в Польше), в семье сельского дьяка. Учился в перемышльской украинской мужской гимназии. Будучи членом Пласта в Праге и Галиции, Емельян Грабец присоединяется к Украинской войсковой организации, со временем становится членом ОУН. Некоторое время учится в столице Чехии, Праге, в политехническом.
В первой половине 1930-х годов участвовал в терактах против чиновников польского правительства. В частности, он помогал бежать за границу убийце министра внутренних дел Польши Бронислава Перацкого — Григорию Мацейко. Сам пытался скрыться на территории Чехословакии, но это не прошло бесследно для самого Грабца. Чешские спецслужбы стали помогать польскому правительству. Следствием такого решения была передача Польше раскрытого полицией подпольного архива, так называемого «архива Сеника», и передача польской полиции задержанных украинцев. Среди них оказался и Грабец.
В Польше его отправляют в концлагерь Берёза Картузская. Там он находился с сентября 1935 по январь 1936-го. После выхода на свободу некоторое время работал директором текстильной фирмы «Полотно» во Львове.
В 1938—1939 организовывал демонстрации против польской политики по отношению к украинскому населению. В начале 1939 арестован польской полицией во Львове. В сентябре того же года, после раздела Польши вышел на свободу. Некоторое время пробыл во Львове в условиях строгой конспирации. В октябре 1939 года перешёл на территорию Генерал-Губернаторства.
В октябре 1939 — июне 1941 гг. был руководителем подпольной связи Провода ОУН с ячейками организации на Западной Украине. При помощи немецких спецслужб занимался переброской вооруженных групп и курьеров на территорию СССР. За два года ему удалось переправить по обе стороны границы до 5000 человек.
С началом советско-германской войны Грабец входил в походные группы ОУН — участник боевых действий на Украине против партизан. В 1941 вступает в украинскую народную милицию. В 1941—1942 — проводник Ровенской области. С лета 1943 года и до своей гибели — командир УПА-Юг, группировка действовала в Винницкой и Хмельницкой областях Украины. Среди известных боевых операций Грабца — налёт 3 октября 1943 на полицейский участок в Литине (акция "Спокій"), где, повстанцы освободили арестованных товарищей, освобождение пленных из концлагеря в Калиновском районе, несколько стычек с немцами под Винницей, а также — рейд в Молдову в конце 1943, а затем на запад Украины. В июне 1944 погиб в бою с отрядом НКВД близ села Микулинцы в Винницкой области. Место захоронения не установлено.

## Семья
- Жена — Грабец, Галина Юлиановна (23.04.1916 — 06.05.2006) — учительница в Коломыйской музыкальной школе, за участие в националистическом движении была арестована, и приговорена к 25-ти годам лагерей. Наказание отбывала в Воркуте и Мордовии (1947-56). В 1957 по амнистии вернулась в Коломыю, где продолжила работать в той же школе. Потом была руководителем детской оперной студии при Дворце пионеров (до 1990). Автор воспоминаний о своём муже. Почётный гражданин Коломыи[5].

## Память
- В 2010 году в Микулинцах ему установлена мемориальная доска.
- С 2015 года его имя носит улица, а также Переулок 1-й и 2-й в Виннице.[6]
- В 2016 году в Литине открыта мемориальная доска.[7]
- В Литине его имя носит улица.[8]